# Marina Cicogna
Condessa Marina Cicogna Mozzoni Volpi di Misurata (29 de maio de 1934, Roma, Itália – 4 de novembro de 2023, Roma, Itália) foi uma produtora de cinema, fotógrafa e socialite italiana. É reconhecida por ter produzido o filme Belle de Jour, que ganhou o Leão de Ouro no Festival Internacional de Cinema de Veneza em 1967 e ser considerada a primeira mulher produtora cinematográfica de Itália, recebendo o cognome "contessa del cinema" pela imprensa do país.
O jornal New York Times a descreve como "a primeira grande produtora de cinema italiana" e "uma das mulheres mais poderosas do cinema europeu".

## Infância e educação
Marina Cicogna nasceu a 29 de maio de 1934 no Palazzo Volpi Galloppi, em Roma, filha da Condessa Annamaria Volpi di Misurata e do banqueiro e Conde Cesare Cicogna Mozzoni. A sua mãe era proprietária da Euro International Films, que mais tarde delegou a sua direcção e gestão a Marina e seu irmão Bino Cicogna. O seu avô materno era Giuseppe Volpi, reconhecido como um dos homens mais influentes e ricos de Itália, tendo ocupado diversos cargos governamentais por meio das suas conexões com o partido nacional fascista, chegando a ser ministro das finanças no governo de Benito Mussolini e um dos fundadores do Festival de Cinema de Veneza.
Durante a sua adolescência, cresceu entre Milão, Veneza e Cortina d'Ampezzo, mudando-se durante a Segunda Guerra Mundial para a Suíça e depois, com a sua mãe, para Nova Iorque, onde frequentou o Sarah Lawrence College em Yonkers, onde permaneceu menos de um ano. Enquanto estudava nesse colégio, foi aluna de Marguerite Yourcenar e fez amizade com Barbara Warner, filha do executivo de cinema Jack L. Warner; essa conexão facilitou a introdução de Marina Cicogna a outros atores em Hollywood anos mais tarde. Apaixonada por fotografia, continuou a estudar nos Estados Unidos, fixando-se periodicamente em Los Angeles, onde começou a fotografar os seus amigos e seus conhecidos, incluindo Marilyn Monroe, Lauren Bacall e Greta Garbo.

## Carreira

### Fotografia
Publicou dois livros de fotografias a preto e branco.

### Cinema
Aos 32 anos de idade, decidiu seguir carreira na indústria cinematográfica, passando a trabalhar com a sua mãe, que havia comprado acções numa distribuidora de filmes e procurava novas aquisições. Introduziu no mercado cinematográfico italiano um número de filmes, muitas vezes produzidos no exterior por estúdios independentes, a começar por The Pawnbroker (1964), de Sidney Lumet. Um dos mais marcantes, foi o filme de carácter documental da Alemanha Ocidental Helga – Vom Werden des menschlichen Lebens, também referido em inglês como Helga – On the Origins of Human Life, que descreveu como uma intensa aula de educação sexual, onde era exibido pela primeira vez um nascimento no grande ecrã. Como campanha de marketing, Marina Cicogna ordenou que fossem colocadas ambulâncias à saída de várias salas de cinema, como forma de desafiar o público a ver o filme sem desmaiar ao ver a obra cinematográfica.
Nos anos seguintes, Marina Cicogna exibiu três filmes no Festival de Cinema de Veneza de 1967, incluindo Belle de Jour, de Luis Buñuel, estrelado por Catherine Deneuve como uma dona de casa parisiense que trabalha secretamente em um bordel, que ganhou o maior prêmio do festival, o Leão de Ouro. No mesmo ano, a produtora italiana deu o que veio a ser conhecida como uma das mais icónicas ou lendárias festas do festival, onde todos os convidados apareceram vestidos de branco e amarelo ou branco e dourado como solicitado. O evento incluiu o envio de Learjets para a Córsega e Roma para trazerem Elizabeth Taylor, Richard Burton, Jane Fonda e Roger Vadim, respectivamente.
Como produtora, estreou-se com o filme Metti, una sera a cena (1969), de Giuseppe Patroni Griffi, que apoiou firmemente, apesar do ceticismo da própria companhia cinematográfica. Nos anos seguintes, produziu filmes como C'era una volta il West (1968), coescrito e dirigido por Sergio Leone, considerado um dos melhores westerns alguma vez realizado e vencedor do Óscar de Melhor Filme Estrangeiro, Teorema (1968) e Medea (1969), de Pier Paolo Pasolini ,Indagine su un cittadino al di sopra di ogni sospetto (1970), de Elio Petri, e Brother Sun, Sister Moon (1972), dirigido por Franco Zeffirelli. 
Após o suicídio de seu irmão Bino no Rio de Janeiro e a crise financeira que a empresa enfrentou, Marina trabalhou brevemente na Paramount Pictures, que rejeitou Último Tango em Paris, de Bernardo Bertolucci, e O Porteiro da Noite, de Liliana Cavani, apesar da sua insistência, antes de encerrar completamente a sua produção e se mudar para os Estados Unidos.
Até sua morte, foi vice-presidente do conselho do Ischia Global Film & Music Festival, um festival internacional de cinema realizado na ilha italiana de Ischia.

## Vida pessoal e morte
Durante mais de 20 anos, manteve uma relação amorosa com a atriz brasileira Florinda Bolkan. Após a sua separação, Mariana Cicogna começou um relacionamento com Benedetta Gardona, que durou até à sua morte em 2023. Uma vez que as uniões entre pessoas do mesmo sexo não estavam legalmente reconhecidas a nível nacional na Itália até 2016, a produtora e fotográfa italiana adotou legalmente como filha a sua companheira para assegurar a sua herança.
Marina Cicogna faleceu de cancro em Roma, a 4 de novembro de 2023, com então 89 anos de idade.